# 近江神宮前站

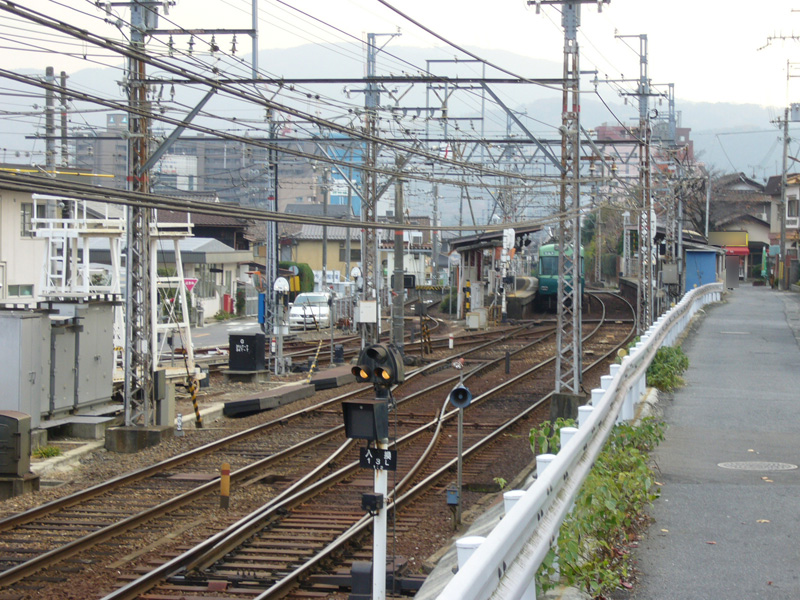
近江神宮前站與渡線

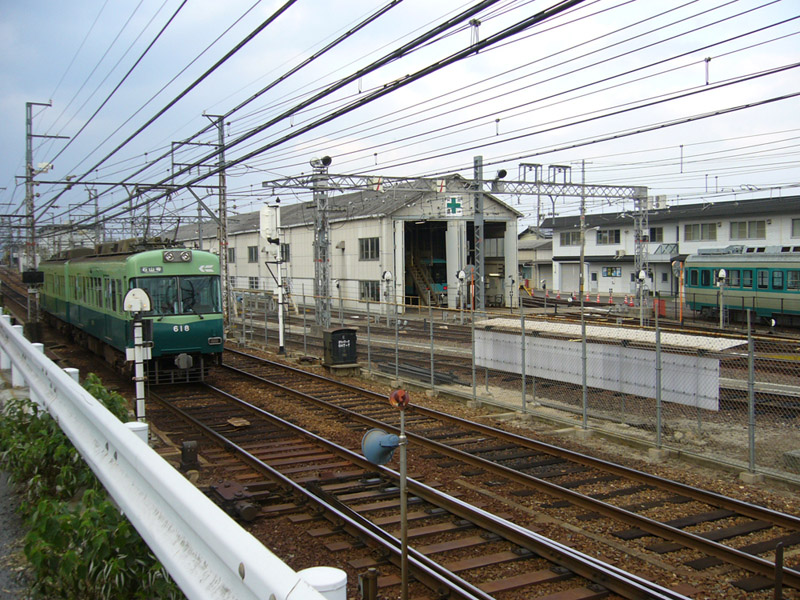
等待折返中的京阪600形電動列車 (第三代)車輛

近江神宮前站（日语：／ Omi-jingu-mae eki */?）是位於滋賀縣大津市錦織二丁目，京阪電氣鐵道的石山坂本線停留場。車站編號為OT16。本站鄰接石山坂本線的車廠錦織車廠，為石山坂本線主要車站之一。車站名稱為「近江神宮前」，實際從此站步行10分鐘可到達近江神宮。

## 歷史
- 1927年（昭和2年）5月15日 - 琵琶湖鐵道汽船山上（現時已經廢止）至松之馬場之間開通，錦織站啟用。
- 1929年（昭和4年）4月11日 - 公司合併後，成為(舊)京阪電氣鐵道石山坂本線的車站[3][4]。
- 1941年（昭和16年）2月1日 - 車站改名為近江神宮前站。
- 1943年（昭和18年）10月1日 - 公司合併後，成為京阪神急行電鐵（現時：阪急電鐵）的車站[3][5]。
- 1948年（昭和23年）
  - 1月8日 - 車站改名為錦織站。
  - 7月10日 - 車站改名為近江神宮前站。
- 1949年（昭和24年）12月1日 - 公司分離後，成為(新)京阪電氣鐵道的車站[3][5]。
- 2005年（平成17年）4月18日 - 定期票售票處廢止。

## 車站構造
車站是一座地面車站，設有2面2線的相對式月台。此站沒有車站大樓。坂本比叡山口方向月台設有兩處出入口，也設有兩部IC卡專用閘機。在車站東邊設有大津列車區，當列車到站時，車站職員會前往月台處進行檢票與收集業務。在這個情況下設有職員專用站內平交道。此站可使用PiTaPa（ICOCA）。
此站沒有引上線，因此於此站折返列車、以及出入錦織車廠的列車（包括京津線車輛進行車輛維修的情況下）。這些列車會在下行本線繼續往前行，然後掉頭經渡線前往石山寺方向月台，然後再次掉頭進入錦織車廠。另外，由於車站路軌配線設計，錦織車廠出廠，執行前往坂本比叡山口的列車班次通常會在對面石山寺方向月台出發。

### 月台
| 月台 | 路線        | 上下行 | 方向                                                           | 備註                               |
| ---- | ----------- | ------ | -------------------------------------------------------------- | ---------------------------------- |
| 西邊 | ▼石山坂本線 | 下行   | 坂本比叡山口方向                                               |                                    |
| 東邊 | ▼石山坂本線 | 下行   | 坂本比叡山口方向                                               | 從此站出發                         |
| 東邊 | ▼石山坂本線 | 上行   | 琵琶湖濱大津、石山寺方向 ▲京津線（ 地下鐵東西線 三條京阪）方向 | 京津線需要在琵琶湖濱大津站轉乘列車 |

※月台可容納2卡列車。在旅客資訊上沒有編排月台編號。

## 車站周邊
- 近江神宮
- 大津錦織郵局
- 近江大津宮（日语：近江大津宮）錦織遺跡
- 柳崎湖畔公園（日语：柳が崎湖畔公園）

## 巴士路線
| 乘車處 | 乘車處 | 系統 | 主要途經 | 目的地   | 巴士公司 | 備註 |
| ------ | ------ | ---- | -------- | -------- | -------- | ---- |
| 錦織町 |        | 66   | 田之谷峠 | 比叡平   | 京阪巴士 |      |
| 錦織町 |        | 66   |          | 大津京站 | 京阪巴士 |      |

## 相鄰車站
京阪電氣鐵道
▼石山坂本線
京阪大津京（OT15）－近江神宮前（OT16）－南滋賀（OT17）
- 在皇子山（現時：京阪大津京）站啟用前，此站至大津市役所前站之間曾經設有山上站（在1946年廢止）和漣站（在1944廢廃止）。

## 注腳
1. ↑  大津市統計年鑑
2. ↑  停車站資訊圖 （页面存档备份，存于）（日語） - 京阪電氣鐵道
3. 1 2 3  高橋 2017，第28頁.
4. ↑  寺田 2013，第276頁.
5. 1 2  寺田 2013，第275頁.
6. ↑  「大津線駅係員配置時間」 （页面存档备份，存于）（日語）

## 外部連結
- 近江神宮前 - 京阪電氣鐵道